# Arnold Clapmarius

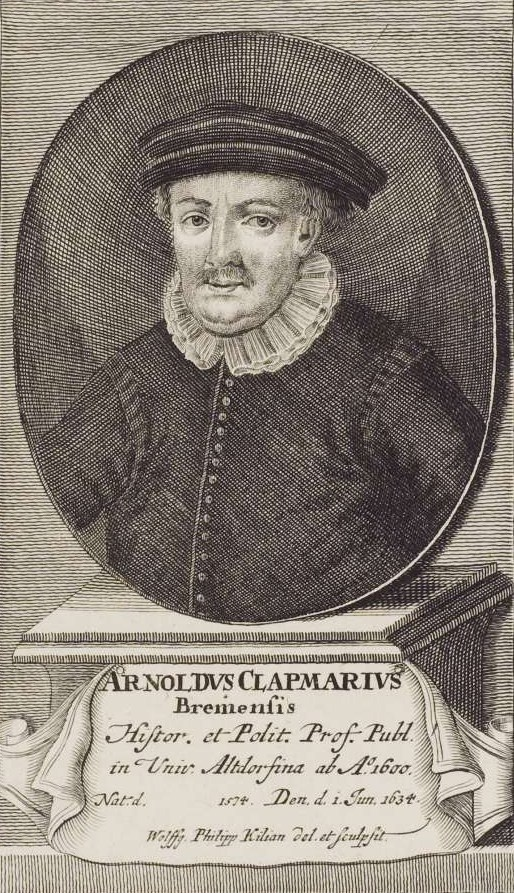
Porträt von Clapmarius von Wolfgang Philipp Kilian

Arnold Clapmarius (auch Arnold Clapmar, Arnold Klapmeier oder Arnoldus Clapmarius; * 1574 in Bremen; † 1. Juni 1604 in Nürnberg) war ein deutscher Staatsrechtler und Hochschullehrer.

## Leben
Clapmarius war der Sohn des Bremer Advokaten Christophorus Clapmarius. Er besuchte das Bremer Gymnasium bis 1591. Anschließend studierte er bis 1596 an den Universitäten von Helmstedt, Heidelberg und Marburg Rechtswissenschaft, Geschichte, Sprachen und Politikwissenschaft. Weitere Studien machte er in England und Holland, dort insbesondere an der Universität Leiden. Danach diente er kurze Zeit als Soldat.
Clapmarius erhielt eine Stelle als Erzieher der Söhne von Eberhard von Weyhe. Auch bei Landgraf Moritz „der Gelehrte“ von Hessen-Kassel stand er vermutlich im Dienst. Dieser vermittelte ihn jedenfalls an die Universität Altdorf, an der er 1600 als Nachfolger von Christoph Coler (* um 1570; † 1604?) zum Professor für Geschichte und Politik berufen wurde. Clapmarius erkrankte nach wenigen Jahren im Dienst schwer an Febris continua und starb in Nürnberg. Er wurde in Altdorf beigesetzt.
Das Hauptwerk von Clapmarius ist De Arcanis Rerum Publicarum Libri Sex von 1605, das bis 1673 mindestens 13 Auflagen erfahren hat. Es ist ein Handbuch der praktischen Politik, das auf Ideen von Tacitus, Machiavelli und Bodin beruht und das eine große Verbreitung gefunden hat. Das Werk regte im 17. Jahrhundert weitere Arcana-Literatur an.

## Werke (Auswahl)
- Miscellanea politica, Altdorf 1601.
- Conclusiones de iure publico, 1602.
- De Arcanis Rerum Publicarum Libri Sex: Ad Amplissimum Atque Florentissimum Senatum Reipublicae Bremensis, Wessel, Bremen 1605; Berner, Frankfurt am Main 1611.
  - deutsch-lateinische Ausgabe: De arcanis rerumpublicarum libri sex. hrsg. und übersetzt von Ursula Wehner, 2 Bände, frommann-holzboog, Stuttgart u. Bad-Cannstatt 2014, ISBN 978-3-7728-2492-0.
- Nobile studiorum Triennium, Gießen 1622.